# Axel Truhtchev
Axel Truhtchev (Marigot, 29 aprile 1995) è un pallavolista francese, schiacciatore del PAOK.

## Carriera

### Club
La carriera di Axel Truhtchev inizia nella stagione 2014-15 nell'ASUL Lyon, in Ligue A: milita nella stessa divisione anche nella stagione 2016-17 quando passa all'Arago de Sète, dove resta per tre annate. Per il campionato 2019-20 si accasa al Gazélec Ajaccio, mentre in quello successivo è al Paris, sempre in Ligue A: tuttavia a stagione in corso viene ceduto al Plessis-Robinson, in Ligue B, con cui conquista la promozione nella massima serie, dove gioca nell'annata 2021-22 con il Cambrai; anche in questo caso, a competizione in corso, si trasferisce allo Stade Poitevin.
Nella stagione 2022-23 viene acquistato dal Neftohimik, nella Superliga bulgara, vincendo lo scudetto. Nell'annata 2023-24 difende i colori del Verona, in Superlega: poco dopo l'inizio del campionato rescinde il contratto con il club italiano per continuare la stagione in Grecia, con il PAOK, in Volley League.

### Nazionale
Nel 2014 viene convocato nella nazionale francese under 20 con cui si aggiudica il bronzo al campionato europeo, mentre con l'under 21 è di scena alle qualificazioni europee al campionato mondiale 2015.
Nel 2017 ottiene le prime convocazioni nella nazionale maggiore.

## Palmarès

### Club
- Campionato bulgaro: 1

2022-23

### Nazionale (competizioni minori)
- Campionato europeo under 20 2014